# Kula do kręgli

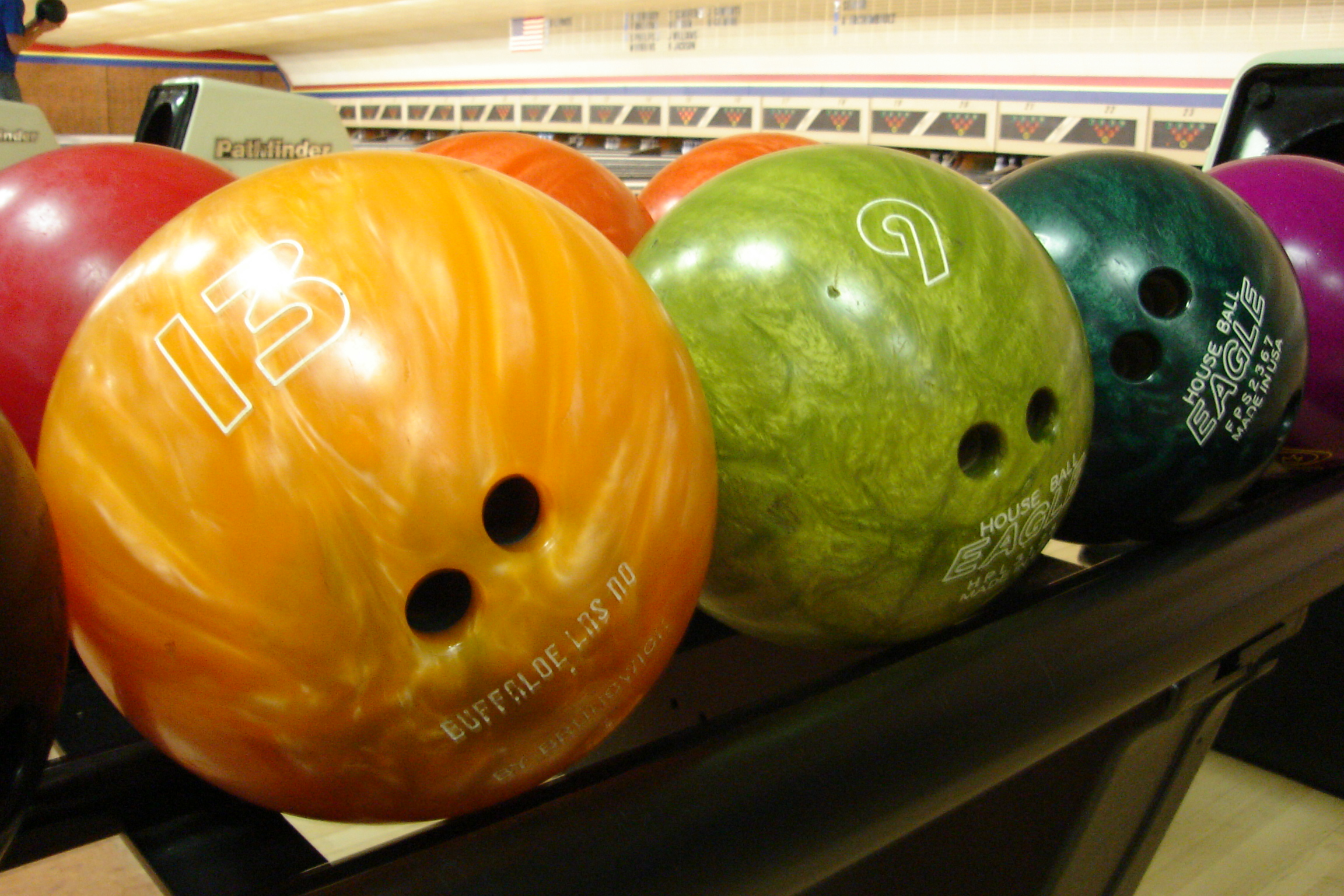
Kule do kręgli

Kula do kręgli – kula o średnicy 160 mm i masie 2800–2900 g, lub średnicy 165 mm i masie 3050–3150 g albo też średnicy 218 mm, masie 7250 g. Kule do kręgli wykonywane są najczęściej z tworzyw sztucznych.
Do ich wyrobu wykorzystywano także drewno gwajakowców.